# Гусев, Иван Петрович
Ива́н Петро́вич Гу́сев (29 августа 1920 года — 23 марта 1945 года) — Герой Советского Союза, командир взвода 28-го танкового полка 16-й гвардейской механизированной бригады 6-го гвардейского механизированного корпуса 4-й танковой армии 1-го Украинского фронта, старший лейтенант.

## Биография
В 1939 окончил Рязанский строительный техникум и призван в Советскую Армию. Окончил Саратовское танковое училище в 1941. Участник Великой Отечественной войны с июня 1941. Командир взвода 28-го танкового полка (16-я гвардейская механизированная бригада, 6-й гвардейский механизированный корпус, 4-я танковая армия, 1-й Украинский фронт).В наградном листе за подписью командующего 4-й гвардейской танковой армией Героя Советского Союза, генерал-полковника Д. Д. Лелюшенко сказано: «Т. Гусев 13.1.45 г. перерезал шоссе и железную дорогу Кельце—Краков и овладел станцией Заграды, опорным пунктом на подступах к городу Кельце, уничтожив 50 гитлеровцев, 15 автомашин, 7 бронетранспортёров, 1 танк, 4 орудия, взял в плен 18 человек…
26.1.45 г. первым вышел к реке Одер в районе Люхен, подавил огонь 2 зенитных пушек и миномётной батареи, уничтожил 45 гитлеровцев.
Огнём поддержал форсирование нашей пехотой Одера.
В этот же день первым из танкистов форсировал Одер, стремительным броском овладел деревней Радшюц, внёс панику в ряды противника.
В бою уничтожил до 40 пулемётов, 3 зенитных орудия, 4 бронетранспортёра, подавил огонь 7 огневых точек, раздавил минбатарею с расчётом и захватил 17 пленных…».
В конце марта в тяжёлом бою танк Гусева подбили. Но все попытки врага овладеть повреждённой машиной оказались напрасными. К вечеру «тридцатьчетверка» отбуксировала подбитый танк в наше расположение. Тяжело раненного старшего лейтенанта Гусева отправили в медсанбат, где он, не придя в сознание, скончался.
Указом Президиума Верховного Совета СССР от 10 апреля 1945 г. Ивану Петровичу Гусеву присвоено звание Героя Советского Союза.
И. П. Гусев похоронен на фронтовом кладбище в городе Болеславец (Польша).